# Vepser
Vepser (vepsiska: vepsläižed) är ett östersjöfinskt folk som bor i Karelska republiken och omkring Vologda i Ryssland. De talar främst vepsiska. Vepserna beräknas uppgå till ungefär 12 000. Vepsernas närmaste släktingar är karelare, finnar och ester. 
Vepserna är konstituerat av tre olika stammar: onegavepser kring sjön Onega, mellanvepser och, söder om Sankt Petersburg, sydvepser. Trots skillnader i språk kan dessa kommunicera sinsemellan. 

## Historia

### Förhistoria

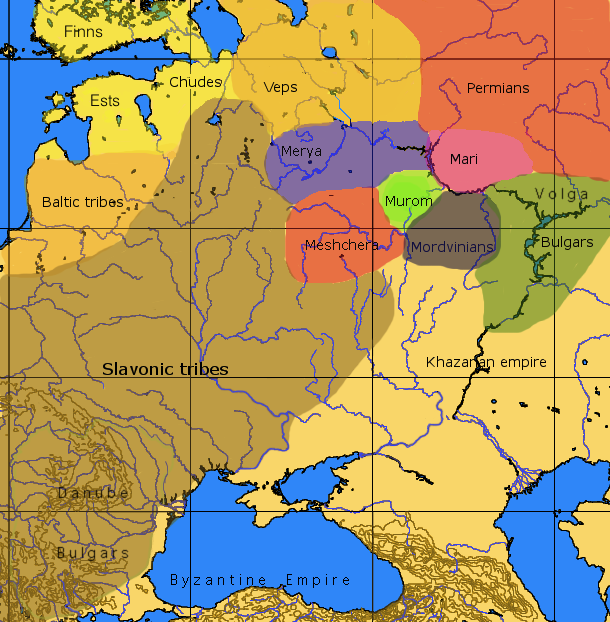
Historisk karta

Den vepsiska folkstammen har uppenbarligen redan tidigt kommit att bilda en självständig folkgrupp. Den omtalas i Jordanes krönika från 300-talet som Vasina broncas jämsides med andra folk. Även i Nestorskrönikan omnämns vepserna, ves, där de uppräknas bland folk som på 800-talet skulle ha inkallat de svenska varjagerna som härskare åt sig. Vepserna, visu, nämns i förbigående också av araben Ibn Fadlan i dennes beskrivning av sin resa i Europa 921-922 samt av Adam av Bremen som Wizzi. Även Saxo Grammaticus nämner dem. Därefter rådde lång tystnad om vepserna, tills de blev kända för omvärlden igen genom A.J. Sjögren som 1824 besökte och beskrev deras bosättningsområden. 
På Ladogas sydöstra strand där floderna Olhava, Ojatt och Svir mynnar ut har man hittat gravhögar från tiden 950–1100 e.Kr., som härrör från detta områdes äldsta fasta bebyggelse under perioden före slavernas ankomst. Dessa gravhögar tillhörde karelerna och vepserna. Gravfynden vittnar om handelsförbindelser med väst. 
Kring år 1000 kom de första slaverna till vepsernas land och då påbörjades en symbios som skulle räcka flera hundra år. Om vepsernas forna storhetstid under det tionde och elfte århundradet vittnar bland annat Adam av Bremen. År 1485 annekterades vepsernas land av storfurstendömet Moskva och successivt trängdes vepserna undan.
Vepserna har av tradition varit jordbrukare, men 1703 anlade Peter I en masugn för järnframställning och en vapenfabrik på Onegas strand, där man tidigare utvunnit myrmalm. Alltsedan dess har fabriksarbete varit en viktig inkomstkälla för många vepser.

### Sovjettiden
Sovjetunionen lade, åtminstone till en början, stor vikt vid de olika nationella minoriteterna. Hela det sovjetiska samhället skulle bli läskunnigt och man var tvungen att skapa flera olika skriftspråk. Vepsiska skolor grundades och ett eget skriftspråk, baserat på det latinska alfabetet, togs fram i början på 1930-talet. 1934 hade alla vepsiska skolor skolböcker på det nya skriftspråket vepsiska och ett vepsiskt lärarseminarium bildades i Lodejnoje Polje.
Det vepsiska uppvaknandet kom till ett abrupt slut under de stora utrensningarna 1937–38. Alla kulturella aktiviteter stoppades och skolorna stängdes eftersom vepserna skulle tvångsassimileras. Vepsiska böcker brändes på bål och lärarna kastades i fängelse.
Under fortsättningskriget skilde fronten nordvepsernas områden från de mellersta och södra vepsernas områden. Fronten gick under en längre tid utmed floden Svir och Finland ockuperade området norr därom. De finländska myndigheterna inrättade en lokal administration, skolformen inrättades efter finländskt mönster, och läroböcker fick man från Finland. Lokala kareler och vepser, som fanns bland de sovjetiska krigsfångarna, anslöt sig frivilligt till den finländska armén inom den så kallade Frändebataljonen. Tillbakadragandet av fronten gav upphov till stora lidanden och många mänskliga tragedier. Hårda straff från Sovjets sida drabbade dem som hade samarbetat med fienden. Frändebataljonen överlämnades vid fredsslutet till Sovjetunionen. Enstaka vepser lyckades via Finland ta sig till Sverige som flyktingar.

### Efterkrigstiden
Under efterkrigstiden fortsatte tvångsassimileringen. Vepserna räknades ej längre som en minoritet, utan folkbokfördes som ryssar..
Efter perestrojkan blev situationen bättre och i dag finns det vepsiska skolor i Karelen.

## Utbredning

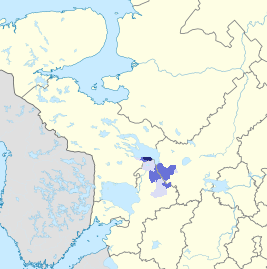
Vepsisk utbredning.

Framför allt bebor vepserna ett område väster om sjön Onega, liksom öster om Ladoga i den ryska Karelska republiken.

## Genetik
56,4 % av vepserna med Y-kromosom har haplogrupp N (38,5% har  N1c och 17,9% har N-P43). Den näst vanligaste Y-DNA-haplogruppen är R1a (35,9 %). Cirka 12 % av deras autosomalt DNA är sibiriska. Denna sibiriska komponent är typisk för uraliska folk.